# ギレルモ・ジョーンズ
ギレルモ・ジョーンズ（Guillermo Jones、1972年5月5日 - ）は、パナマのプロボクサー。元WBA世界クルーザー級王者。

## 来歴
1993年7月17日、プロデビュー。
1994年9月3日、FECARBOXウェルター級王座を獲得。
1995年7月15日、パナマウェルター級王座を獲得。
1995年8月5日、WBAフェデラテンウェルター級王座を獲得。以後、3度の防衛に成功。
1996年6月15日、WBAフェデラテンスーパーウェルター級王座を獲得。以後、2度の防衛に成功。
1997年9月27日、デビッド・ノエル（トリニダード・トバゴ）と対戦し、2回KO負けで王座から陥落。プロ初黒星となった。
1997年11月29日、デビッド・ノエルと再戦し、初回TKO勝ちを収め王座返り咲きに成功した。
1998年2月13日、WBA世界スーパーウェルター級王者ローランド・ブーデュアニ（フランス）と対戦し、12回1-0（115-114、114-114×2）の判定で引き分けたため王座獲得に失敗した。
1998年5月30日、ローランド・ブーデュアニと再戦し、12回1-2（117-111、113-115、112-116）の判定負けを喫し王座獲得に失敗した。
2002年4月13日、クルーザー級に転向した。
2002年11月23日、WBO世界クルーザー級王者ジョニー・ネルソン（イングランド）と対戦し、12回1-1（115-113、114-114、113-116）の判定判定で引き分けにより王座獲得に失敗した。
2004年3月16日、ルシアノ・トーレス（ブラジル）とWBAフェデラテンクルーザー級王座決定戦を行い、初回1分48秒TKO勝ちを収め王座獲得に成功した。
2004年12月3日、WBAフェデラテン王座の防衛戦も兼ねてとWBCラテンアメリカクルーザー級王座決定戦をアントニオ・ベロア（ドミニカ共和国）と行い、初回2分9秒KO勝ちを収めWBAフェデラテン王座の初防衛に成功し、WBCラテンアメリカク王座の獲得に成功した。
2005年9月3日、ウェイン・ブライスウェイト（ガイアナ）と対戦し、4回42秒TKO勝ちを収めWBAフェデラテン王座は2度目、WBCラテンアメリカ王座は初防衛にそれぞれ成功した。この試合はWBA世界クルーザー級挑戦者決定戦を兼ねていたためフィラット・アルスランへの挑戦権を獲得した。
2008年9月27日、ドイツ・ハンブルクのカラー・ライン・アレーナでWBA世界クルーザー級王者のフィラット・アルスラン（ドイツ）と対戦し、10回2分33秒TKO勝ちを収め王座獲得に成功した。
2010年10月2日、パナマでWBA世界クルーザー級1位のヴァレリー・ブラドフと対戦し11回TKO勝ちを収め初防衛に成功した。
2011年11月5日、フロリダ州でWBA世界クルーザー級14位のマイケル・マッローネと対戦し、6回TKO勝ちを収め2度目の防衛に成功した。
2012年10月20日にWBA世界クルーザー級暫定王者のデニス・レベデフ（ロシア）と王座統一戦を行う予定だったがジョーンズがトレーニング中に負傷し王座統一戦が行われなかった為、同年10月30日にインドネシアのジャカルタで行われたWBA総会でジョーンズの休養王座認定とレベデフの正規王座認定を決定した。
2013年1月24日、正規王者デニス・レベデフとの王座統一戦の入札を同年2月6日午前11時に行うとWBAより通知を受けた。
2013年2月6日、上述の通知通り入札が行われ、レベデフのプロモーターであるジョン・ワートは357000ドルで落札しモスクワで試合がしたかったのだが、ジョーンズのマネージャーで有名なプロモーターであるドン・キングが712000ドルで落札し、パナマ、マイアミもしくはナイジェリアでいずれにしても4月に試合をしたい意向を示した。
2013年5月17日、ロシアモスクワ州クラスノゴルスク市ミャキニノのクロッカス・シティ・ホールで正規王者デニス・レベデフと王座統一戦を行い、11回2分4秒KO勝ちを収め王座統一に成功（記録上は3度目の防衛）、正規王座に復帰したが、試合後にドーピング検査で違反薬物のフロセミドの陽性反応を示した。
2013年10月18日、ペルーで開催されているWBA年次総会において違反薬物されたことを考慮してジョーンズの王座を剥奪し、レベデフに王座を差し戻す判断が下された。
2013年12月14日、WBAがジョーンズをWBA世界クルーザー級休養王座に差し戻し、ジョーンズは再び休養王者となった。
2013年12月19日、正規王者デニス・レベデフとの王座統一戦の入札を2014年1月6日午前11時に行うとWBAより通知を受けたが、入札は延期となった。
2014年1月22日、レベデフ陣営とジョーンズ陣営は同年4月にロシアで王座統一戦を行う予定だと発表した。
2014年4月25日、モスクワのクリタツコエ・スポーツ・パレスで、WBA世界クルーザー級王者デニス・レベデフと仕切り直しとなる王座統一戦を行う予定だったが、またもジョーンズがドーピング検査で違反薬物のフロセミドの陽性反応を示した。両陣営が合意すればノンタイトル戦として行われたのだが、合意に至らなかった為、試合は中止になった。
2014年5月23日、ドーピング検査の最終結果が公表され、それに伴いWBAがジョーンズに2年間の出場停止処分を科したことを発表した。
2014年6月6日、WBAはジョーンズをWBA世界クルーザー級ランキングから外した。
2015年6月11日、WBAは2013年5月17日に行われたデニス・レベデフ戦の公式記録を無効試合に変更すると発表した。
2016年7月14日、WBAはジョーンズをWBA世界ヘビー級15位にランクインした。
2017年11月18日、サントドミンゴでイタロ・ペレアとWBAフェデラテンヘビー級王座決定戦を行い、11回2-1（107-102、105-104、102-107）の判定勝ちを収めWBAフェデラテン王座の3階級制覇を達成した。
2017年11月30日、WBAはジョーンズをWBA世界ヘビー級10位にランクインした。

## 獲得タイトル
- FECARBOXウェルター級王座
- パナマウェルター級王座
- WBAフェデラテンウェルター級王座
- WBAフェデラテンスーパーウェルター級王座
- WBAフェデラテンクルーザー級王座
- WBCラテンアメリカクルーザー級王座
- WBA世界クルーザー級王座（防衛2度）
- WBAフェデラテンヘビー級王座